# Саад Джумаа
Саад Джумаа (араб. سعد جمعة; 1916–1979) — йорданський мислитель, письменник, перекладач і політик, прем'єр-міністр Йорданії від квітня до жовтня 1967 року.

## Життєпис
Джумаа народився в мухафазі Ет-Тафіла в родині курдського походження. Закінчив середню школу для хлопчиків у місті Ес-Салт, а потім вивчав право в Дамаському університеті, який закінчив 1947 року.
У 1949-1950 роках працював у міністерстві закордонних справ, потім, до 1954 року, в міністерстві внутрішніх справ. 1954 року став губернатором столиці, міста Амман. У 1958-1959 роках знову працював у міністерстві закордонних справ, потім, до 1962, був послом Йорданії в Ірані та Сирії. Від 1962 до 1965 року був послом у США, а від 1969 до 1970 — у Великій Британії.
У квітні 1967 року очолив уряд. На посаді голови уряду підписав угоду про військову взаємодопомогу з Єгиптом та Іраком.